# Cap de Medusa

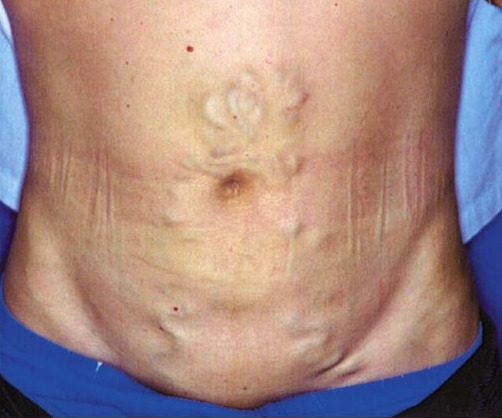

El cap de Medusa (en llatí caput medusae) és l'aparició de venes epigàstriques superficials disteses i engruixides, que es veuen irradiant des del melic per sota la pell de l'abdomen. El nom prové del monstre mitològic anomenat Medusa, que tenia el cap ple de serps com a cabellera. És un signe d'hipertensió portal, causada per una insuficiència hepàtica. És causada per la dilatació de les venes paraumbilicals, que transporten sang oxigenada de la mare al fetus i que normalment es tanquen a la setmana del naixement, tornant-se a canalitzar a causa de la hipertensió portal.